# Margaret Weedon
Margaret Weedon, född 31 oktober 1853, död 19 oktober 1930, var en brittisk bågskytt. Hon deltog vid olympiska sommarspelen 1908.